# У сали лом
У сали лом је десети студијски албум српске музичке групе Бајага и инструктори. Албум је објављен 18. априла 2018. године за издавачке куће ПГП РТС и Croatia Records. Доступан је у дигиталном формату, на компакт-диску и на грамофонској плочи.

## Списак песама
| №               | Назив                                                           | Аутор(и)                                                 | Трајање |  |
| 1.              | Савршен дан                                                     | М. Бајагић (т, м) · А. Хабић (а) · А. Локнер (а)         | 4:16    |  |
| 2.              | У сали лом                                                      | М. Бајагић (т, м) · А. Хабић (а)                         | 4:07    |  |
| 3.              | Било би лако                                                    | М. Бајагић (т, м, а) · А. Локнер (а) · Ж. Миленковић (а) | 4:13    |  |
| 4.              | Може да те убије гром                                           | М. Бајагић (т, м, а) · А. Хабић (а)                      | 4:22    |  |
| 5.              | Рекла си                                                        | М. Бајагић (т, м, а)                                     | 2:46    |  |
| 6.              | Лоше написан дан                                                | М. Бајагић (т, м) · А. Хабић (а) · А. Локнер (а)         | 4:20    |  |
| 7.              | Северац                                                         | М. Бајагић (т) · Ж. Миленковић (м) · А. Хабић (а)        | 3:22    |  |
| 8.              | Никад те више нећу звати                                        | М. Бајагић (т, м) · А. Хабић (а)                         | 3:21    |  |
| 9.              | Ноћима сањам                                                    | Д. Ковачевић (т) · М. Бајагић (м) · А. Локнер (а)        | 5:49    |  |
| 10.             | Кад месец проспе реком сребра сјај (са групом и Драгим Јелићем) | М. Бајагић (т) · Д. Црнчевић (м, а)                      | 4:34    |  |
| Укупно трајање: | Укупно трајање:                                                 | Укупно трајање:                                          | 41:10   |  |

- [1]

## Музичари
| - Бајага и инструктори: - Момчило Бајагић — вокал, електрична гитара, акустична гитара - Александар Локнер — вокал, клавијатуре - Жика Миленковић — вокал, гитара - Мирослав Цветковић — вокал, бас-гитара - Чедомир Мацура — вокал, бубњеви - Марко Њежић — вокал, гитара | - Гости: - Саша Ранђеловић — гитара - Давор Родик — педал стил гитара - Марко Кузмановић — бубњеви - Никола Врањковић — електрична гитара, акустична гитара - Александар Хабић — бас-гитара, клавијатуре |

## Остале заслуге
- Александар Хабић — продуцент
- Оливер Јовановић — тонски сниматељ
- Алекс Вортон — мастеровање
- Марко Вајагић — дизајн омота[1]

## Рецензије
| Медиј | Аутор рецензије | Оцена          | Изв.  |
| ----- | --------------- | -------------- | ----- |
|       | Жељко Мирковић  | 3.5/5 звездица | [ 2 ] |
|       | Зоран Тучкар    | 3.5/5 звездица | [ 3 ] |
|       | Зоран Стајчић   | 6/10 звездица  | [ 4 ] |
|       | Ања Чанчар      | 3/5 звездица   | [ 5 ] |
|       |                 | без оцене      | [ 6 ] |